# Hylaeochampsa
Hylaeochampsa es un género extinto de crocodilomorfo eusuquio hileocámpsido. Es conocido solo a partir de un cráneo parcial recuperado de rocas de edad Barremiense del Cretácico Inferior de la Formación Vectis (Grupo Wealden) en la Isla de Wight, Reino Unido. Este cráneo, BMNH R 177, es corto y ancho, con un paladar de tipo eusuquio y se infiere que tenía dientes posteriores agrandados que pudieron haber sido aptos para aplastar. Hylaochampsa fue descrito por Richard Owen en 1874, siendo H. vectiana la especie tipo. Este podría ser el mismo género que el levemente más antiguo Heterosuchus, del cual se supone que debió de haber sido de un grado evolutivo similar, pero no existe material comparable entre ambos ya que Heterosuchus es conocido solo a partir de vértebras. Si se demuestra que ambos son sinónimos, Hylaeochampsa debería retener la prioridad debido a que es el nombre más antiguo. Hylaeochampsa es el género tipo de la familia Hylaeochampsidae, la cual también incluye a Iharkutosuchus del Cretácico Superior de Hungría. James Clark y Mark Norell los situaron como el grupo hermano de Crocodylia. Se considera que Hylaeochampsa es el eusuquio más antiguo conocido.